# Petrogalochirus tasmaniensis
Petrogalochirus tasmaniensis är en spindeldjursart som beskrevs av Alex Fain 1972. Petrogalochirus tasmaniensis ingår i släktet Petrogalochirus och familjen Atopomelidae. Inga underarter finns listade i Catalogue of Life.